# Simon Baker (conservateur)
Pour les articles homonymes, voir Simon Baker (homonymie) et Baker.
Simon Baker est le directeur de la Maison européenne de la photographie, Paris.

## Biographie
Simon Baker est diplômé de l'University College of London (UCL). De 2004 à 2009, il est professeur en histoire de l'art à l'université de Nottingham.
Il entre à la Tate Modern, Londres, en 2009 comme conservateur au département Photographie et Art International, puis prend la direction du département et repense la stratégie d’acquisition, la conservation et l'orientation des expositions 
Il est grand amateur de photographies japonaises et auteur en particulier d'une monographie sur Daido Moriyama.

## Expositions (à la Tate Modern)
Il a dirigé les expositions consacrées à Boris Mikhaïlov, Sirkka-Liisa Konttinen, Guy Bourdin, Yutaka Takanashi, Bernd et Hilla Becher. 
En 2015 :
- Salt and Silver.

En 2016 : 
- Nick Waplington
- Alexander McQueen: Working Progress, Performing for the camera
- The Radical Eye : Modernist Photography from the Sir Elton John Collection.